# Leucocarbo
Genre
Leucocarbo est un genre d'oiseaux de la famille des Phalacrocoracidae.

## Liste d'espèces
D'après la classification de référence (version 14.1, 2024) de l'Union internationale des ornithologues, il y a 16 espèces du genre Leucocarbo (ordre philogénique) :
- Leucocarbo magellanicus (Gmelin, JF, 1789) – Cormoran de Magellan ;
- Leucocarbo bougainvillii (Lesson, RP, 1837) – Cormoran des Bougainville ;
- Leucocarbo ranfurlyi (Ogilvie-Grant, 1901) – Cormoran de Bounty ;
- Leucocarbo carunculatus (Gmelin, JF, 1789) – Cormoran caronculé ;
- Leucocarbo onslowi (Forbes, HO, 1893) – Cormoran des Chatham ;
- Leucocarbo chalconotus (Gray, GR, 1845) – Cormoran bronzé ;
- Leucocarbo stewarti (Ogilvie-Grant, 1898) – Cormoran de Foveaux ;
- Leucocarbo colensoi (Buller, 1888) – Cormoran des Auckland ;
- Leucocarbo campbelli (Filhol, 1878) – Cormoran de Campbell ;
- Leucocarbo atriceps (King, PP, 1828) – Cormoran impérial ;
- Leucocarbo georgianus (Lönnberg, 1906) – Cormoran géorgien ;
- Leucocarbo melanogenis (Blyth, 1860) – Cormoran de Crozet ;
- Leucocarbo bransfieldensis (Murphy, 1936) – Cormoran antarctique ;
- Leucocarbo verrucosus (Cabanis, 1875) – Cormoran des Kerguelen ;
- Leucocarbo nivalis (Falla, 1937) – Cormoran de Heard ;
- Leucocarbo purpurascens (Brandt, JF, 1837) – Cormoran de Macquarie.